# مرتضى حيدري آل كثير

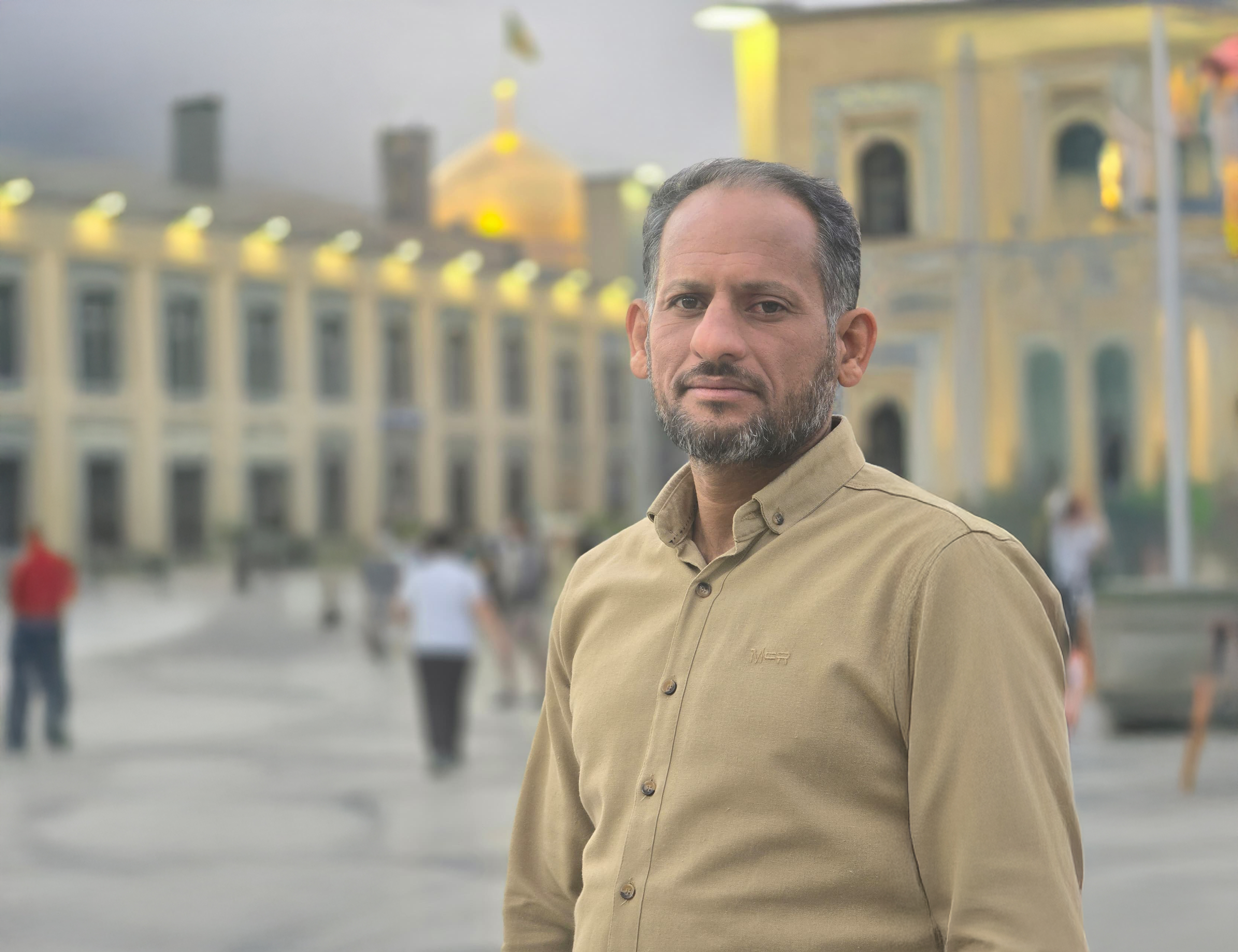

مرتضى حيدري آل كثير (مواليد 25 أبريل 1983) هو شاعر ومترجم وملحن أناشيد دينية، إيراني الجنسية. يُعرف بإبداعه في الشعر العربي والفارسي، وله مساهمات بارزة في الترجمة والإنشاد والمهرجانات الأدبية والدينية في إيران والعالم العربي. يشغل منصب المدير العام للاتحاد العالمي لشعراء المقاومة، كما نال العديد من الجوائز داخل إيران وخارجها.

## المسيرة الدولية
شارك حيدري آل كثير في عدد كبير من المهرجانات والمسابقات الشعرية الدولية، من أبرز إنجازاته:
- جائزة شاعر الحسين في البحرين (2024).
- المركز الثاني في جائزة أم البركات العالمية للشعر الفاطمي في العراق (2023).
- من الفائزين في جائزة الجود العالمية في العراق (2023 و2024).
- الفوز في مهرجان لآلئ الآل الدولي في العراق.
- من الفائزين في مسابقة قصائد رضوي في حرم الإمام موسى الكاظم.
- عضو لجنة التحكيم في مهرجانات أدبية دولية، منها: مهرجان المقاومة الدولي في البصرة، مهرجان رضوي الدولي، المؤتمر الدولي للسيدة زينب في زنجان، المؤتمر الدولي للرسول الأعظم في زابل.
- ألقى الشعر في مناسبات رسمية في دول مثل قطر، لبنان، سوريا، العراق، والكويت.
- مدير مسؤول لمجلة ديباج الدولية باللغة العربية.
- الأمين العلمي للقسم العربي في مهرجاني المقاومة العالمي وفجر الدولي.

## الجوائز والمراتب الوطنية
- أفضل مجموعة شعرية للدفاع المقدس عن كتابه سرفه خونین تفنگی در باد (1386 هـ).
- المركز الأول في مهرجان الشعر والقصة للشباب (1385 و1386 هـ)، وكان حكمًا فيه عام 1391 هـ.
- المركز الأول في أكثر من 20 مهرجانًا وطنيًا لطلاب الشعر (1382 – 1386 هـ).
- اختيار كتاب خورشيد در عباي تو پيچيده ست ضمن أفضل 7 كتب في جائزة قيصر أمين بور (1386 هـ).
- المركز الأول في ثلاث دورات من المؤتمر الوطني للشعر للدفاع المقدس.
- إلقاء الشعر أمام المرشد الأعلى للثورة الإسلامية بالفارسية (1386 هـ) وبالعربية (1390 و1391 هـ).
- أمانة عدد من المؤتمرات الإقليمية والوطنية مثل دعبل الخزاعي ونغمات الفرات ورضوي.

## المناصب والخبرات
- مدير إدارة الثقافة والإرشاد الإسلامي في مدينة شوش منذ عام 1391 هـ.
- رئيس مكتب شعر المقاومة في بلدية طهران.
- مشارك في ألبوم عاشورائي هفتادودو من إنتاج الحوزة الفنية المركزية.
- ملحن ومؤلف لأكثر من 30 نشيدًا دينيًا.
- من بين المكرّمين من قبل هيئة الإذاعة والتلفزيون الإيرانية (1391 هـ).

## المؤلفات
- سرفه خونین تفنگی در باد (1385 هـ) – كتاب العام في إيران (1386 هـ).
- خورشيد در عباي تو پيچيده ست – (1386 هـ).
- پايتخت جهان – مجموعة غزلية (1387 هـ).
- دير آمدي بهار – منشورات تطوير الكتاب الإيراني (1388 هـ).
- تشنه در ابر – مجموعة نثرية (1389 هـ).
- اشاره – مرشحة لجائزة السرو الذهبي.
- از نگفتن‌ها
- به فکر آمدنم باش – منشورات شعراء الفارسية.
- سنگ بر طاغوت – مرشحة لجائزة فجر الشعرية.
- باقة وردٍ للحرّية – مجموعة شعرية عربية، منشورات دار السامراء، العراق.
- ثلاث مجموعات من الأناشيد العاشورائية بعنوان دموع ودماء – مؤسسة هلال.

## الترجمات والأنشطة الأدبية
- ترجم أعمالاً لشعراء عرب معاصرين مثل محمود درويش، أحمد مطر، نزار قباني، عبد الوهاب البياتي، ونشرت في مجلات: ألفباء، طريق، سورة.
- قدّم ورشًا أدبية ونقدية في محافظات مختلفة منها: طهران، قم، خوزستان، همدان، بابل، بيرجند، مازندران.